# PQ Водолея
PQ Водолея (лат. PQ Aquarii) — одиночная переменная звезда в созвездии Водолея на расстоянии приблизительно 11286 световых лет (около 3460 парсеков) от Солнца. Видимая звёздная величина звезды — от +13,68m до +12,78m.

## Характеристики
PQ Водолея — жёлто-белая пульсирующая переменная звезда типа RR Лиры (RRAB) спектрального класса F. Радиус — около 5,06 солнечных, светимость — около 38,465 солнечных. Эффективная температура — около 6393 К.